# كارلو كليريسي
كارلو كليريسي (بالإيطالية: Carlo Clerici)‏ (مواليد 3 سبتمبر 1929 - الوفاة 28 يناير 2007) كان دراج سويسري سابق في صنف سباق الدراجات على الطريق.

## سباقات أو مراحل فاز بها
- طواف إيطاليا

## روابط خارجية
- كارلو كليريسي على موقع أرشيف الدراجات (الإنجليزية)
- كارلو كليريسي على موقع إحصائيات الدراجات الإحترافية (الإنجليزية)
- كارلو كليريسي على موقع CycleBase (الإنجليزية)